# Hermann von Widerhofer
Hermann von Widerhofer (Weyer, Oberösterreich, 24 de Março de 1832 — Bad Ischl, 28 de Julho de 1901) foi um médico e professor de Medicina da Universidade de Viena, pioneiro na especialidade de pediatria, médico pessoal do imperador Franz Joseph I e, de 1863 até falecer, director do Sankt Anna-Kinderspitals, um hospital pediátrico de Viena.